# رودخانه ابرو

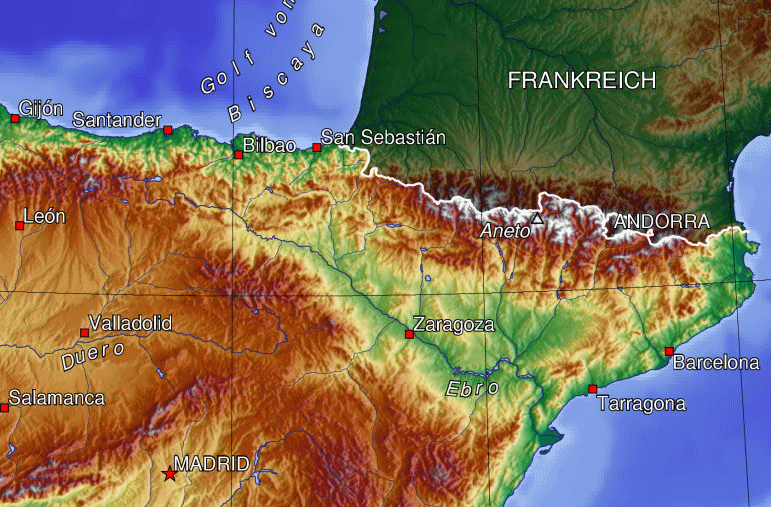
مسیر ابرو در اسپانیا.

اِبرو (به اسپانیایی Ebro ، بر وزن مِترو) یکی از رودخانه‌های مهم در شبه جزیره ایبری است. این رودخانه، بزرگترین رودخانه از نظر میزان آبدهی در اسپانیا است.

## نام
یونانیان به این رودخانه (Ίβηρ (Hibēr می‌گفتند و رومیان آن را ایبر، هیبر و ایبروس فلومن می‌نامیدند. شبه جزیره ایبری و نامهای هیبر و ایبر (مردم منطقه) بر اساس نام این رود نامیده شده‌اند.

## جغرافیا
اِبرو تقریباً ۹۲۵ کیلومتر طول دارد و سرچشمه آن در کوه‌های کانتابریان در شمال اسپانیا است. رودخانه سپس به سمت جنوب شرقی سرازیر می‌شود و مسیر خود را از بین کوه‌های پیرنه و ایبری می‌گذراند. ایبرو از ساراگوسا عبور می‌کند و در تارتوسا به مدیترانه می‌ریزد.
ریزشگاه این رودخانه عمدتاً پر از شالیزار است. در حال حاضر بسیاری از مناطقی از محدوده این رودخانه که توسط کشاورزی اشغال نشده‌اند نوارهای محافظت‌شده‌ای از طبیعت هستند که بسیاری از آبزیان، مانند فلامینگو صورتی، برای استراحت در هنگام کوچ از آن استفاده می‌کنند.

## اقتصاد
این رودخانه به‌ندرت برای حمل و نقل داخلی مورد استفاده قرار می‌گیرد، زیرا سطح آب آن بسیار متغیر است. در بعضی جاها آب رود برای آبیاری کانال‌بندی شده‌است. نیروگاه‌های بزرگ برق‌آبی در ایبرو حدود نیمی از برقِ آبیِ اسپانیا را تأمین می‌کنند.
منطقه تولید شراب ریوخا نیز در کنار رودخانه ایبرو قرار دارد. ابرو برای رومیان مهم بود، زیرا این رودخانه تا جنگ دوم پونی، مرز حوزه‌های نفوذ رومی و کارتاژی را تشکیل می‌داد و به همین دلیل دژ ساراگوسا در کنار آن قرار داشت.